# Silo Baru
Silo Baru is een bestuurslaag in het regentschap Asahan van de provincie Noord-Sumatra, Indonesië. Silo Baru telt 2783 inwoners (volkstelling 2010).